# واریاش
واریاش (انگلیسی: Varyash) یک شهرک در شهرستان یانائولسکی استان باشقیرستان کشور روسیه است.